# Diocèse d'Ogdensburg
Le diocèse d'Ogdensburg (Dioecesis Ogdensburgensis) est un siège de l'Église catholique aux États-Unis, suffragant de l'archidiocèse de New York. Il comptait 88 140 baptisés en 2022. Il est tenu par Terry LaValley depuis 2010.

## Territoire

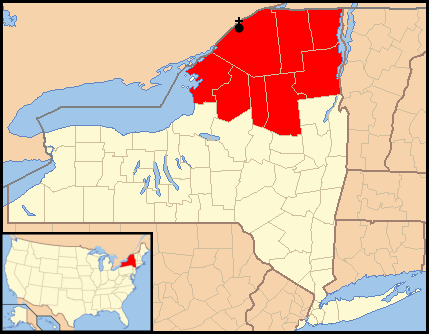
Localisation du diocèse.

Le diocèse comprend les comtés suivants de la partie septentrionale de l'État de New York : Clinton, Essex, Franklin, Jefferson, Lewis et Saint Lawrence, et des portions des comtés de Hamilton et de Herkimer.
Le siège épiscopal est à Ogdensburg, où se trouve la cathédrale Sainte-Marie (en) (St. Mary's Cathedral).
Le territoire s'étend sur 12 036 km² et est subdivisé en 83 paroisses (2022).

## Histoire
Le diocèse est érigé le 16 février 1872 par  le bref apostolique Quod catholico nomini de Pie IX, recevant son territoire du diocèse d'Albany.

## Statistiques
La diocèse comptait en 2016 pour une population de 497 756 habitants un nombre de 94.296 baptisés (18,9%).
- En 2000, le diocèse comptait 137.022 baptisés pour 430 000 habitants (31,9%), servis par 163 prêtres (151 diocésains et 12 réguliers), 56 diacres, 24 religieux, 176 religieuses dans 120 paroisses
- En 2016, le diocèse comptait 94.296 baptisés pour 497 756 habitants (18,9%), 105 prêtres (97 diocésains et 8	réguliers), 77 diacres,	12 religieux et	85 religieuses dans 93 paroisses.